# Latodrepanus caelatus
Latodrepanus caelatus là một loài bọ cánh cứng trong họ Bọ hung (Scarabaeidae).